# Eleições legislativas portuguesas de 1983 no distrito de Aveiro
| Eleições legislativas portuguesas de 1983 Distritos: Aveiro \| Beja \| Braga \| Bragança \| Castelo Branco \| Coimbra \| Évora \| Faro \| Guarda \| Leiria \| Lisboa \| Portalegre \| Porto \| Santarém \| Setúbal \| Viana do Castelo \| Vila Real \| Viseu \| Açores \| Madeira \| Estrangeiro |

## Resultados por Concelho
Os resultados nos concelhos do Distrito de Aveiro foram os seguintes:

### Águeda
| Partido                 | Partido                   | Votos  | %               | +/-   |
| ----------------------- | ------------------------- | ------ | --------------- | ----- |
|                         | Partido Socialista        | 9 244  | 39,25 / 100,00  | 11,30 |
|                         | Partido Social Democrata  | 6 988  | 29,67 / 100,00  | -     |
|                         | Centro Democrático Social | 4 496  | 19,09 / 100,00  | -     |
|                         | Aliança Povo Unido        | 1 671  | 7,09 / 100,00   | 0,41  |
|                         | Outros                    | 638    | 2,70 / 100,00   |       |
| Votos Inválidos         | Votos Inválidos           | 516    | 2,20 / 100,00   | 0,39  |
| Total                   | Total                     | 23 553 | 100,00 / 100,00 |       |
| Eleitorado/Participação | Eleitorado/Participação   | 31 273 | 75,31 / 100,00  | 9,17  |

### Albergaria-a-Velha
| Partido                 | Partido                   | Votos  | %               | +/-  |
| ----------------------- | ------------------------- | ------ | --------------- | ---- |
|                         | Partido Social Democrata  | 4 313  | 37,15 / 100,00  | -    |
|                         | Partido Socialista        | 3 853  | 33,19 / 100,00  | 9,99 |
|                         | Centro Democrático Social | 2 317  | 19,96 / 100,00  | -    |
|                         | Aliança Povo Unido        | 534    | 4,60 / 100,00   | 0,27 |
|                         | Outros                    | 324    | 2,80 / 100,00   |      |
| Votos Inválidos         | Votos Inválidos           | 268    | 2,30 / 100,00   | 0,50 |
| Total                   | Total                     | 11 609 | 100,00 / 100,00 |      |
| Eleitorado/Participação | Eleitorado/Participação   | 15 184 | 76,46 / 100,00  | 8,05 |

### Anadia
| Partido                 | Partido                   | Votos  | %               | +/-  |
| ----------------------- | ------------------------- | ------ | --------------- | ---- |
|                         | Partido Social Democrata  | 7 578  | 43,64 / 100,00  | -    |
|                         | Partido Socialista        | 5 136  | 29,58 / 100,00  | 8,19 |
|                         | Centro Democrático Social | 3 040  | 17,51 / 100,00  | -    |
|                         | Aliança Povo Unido        | 672    | 3,87 / 100,00   | 0,31 |
|                         | Outros                    | 456    | 2,63 / 100,00   |      |
| Votos Inválidos         | Votos Inválidos           | 481    | 2,77 / 100,00   | 0,53 |
| Total                   | Total                     | 17 363 | 100,00 / 100,00 |      |
| Eleitorado/Participação | Eleitorado/Participação   | 22 295 | 77,88 / 100,00  | 7,02 |

### Arouca
| Partido                 | Partido                   | Votos  | %               | +/-  |
| ----------------------- | ------------------------- | ------ | --------------- | ---- |
|                         | Partido Social Democrata  | 5 530  | 43,44 / 100,00  | -    |
|                         | Partido Socialista        | 3 048  | 23,94 / 100,00  | 9,43 |
|                         | Centro Democrático Social | 2 935  | 23,06 / 100,00  | -    |
|                         | Aliança Povo Unido        | 446    | 3,50 / 100,00   | 0,73 |
|                         | Outros                    | 428    | 3,36 / 100,00   |      |
| Votos Inválidos         | Votos Inválidos           | 343    | 2,70 / 100,00   | 0,11 |
| Total                   | Total                     | 12 730 | 100,00 / 100,00 |      |
| Eleitorado/Participação | Eleitorado/Participação   | 16 427 | 77,49 / 100,00  | 7,71 |

### Aveiro
| Partido                 | Partido                   | Votos  | %               | +/-  |
| ----------------------- | ------------------------- | ------ | --------------- | ---- |
|                         | Partido Socialista        | 11 580 | 33,41 / 100,00  | 9,56 |
|                         | Partido Social Democrata  | 9 943  | 28,69 / 100,00  | -    |
|                         | Centro Democrático Social | 8 835  | 25,49 / 100,00  | -    |
|                         | Aliança Povo Unido        | 2 601  | 7,50 / 100,00   | 0,22 |
|                         | Outros                    | 903    | 2,60 / 100,00   |      |
| Votos Inválidos         | Votos Inválidos           | 799    | 2,31 / 100,00   | 0,55 |
| Total                   | Total                     | 34 661 | 100,00 / 100,00 |      |
| Eleitorado/Participação | Eleitorado/Participação   | 43 459 | 79,76 / 100,00  | 6,91 |

### Castelo de Paiva
| Partido                 | Partido                   | Votos  | %               | +/-   |
| ----------------------- | ------------------------- | ------ | --------------- | ----- |
|                         | Partido Socialista        | 3 871  | 45,39 / 100,00  | 14,39 |
|                         | Partido Social Democrata  | 2 977  | 34,91 / 100,00  | -     |
|                         | Centro Democrático Social | 782    | 9,17 / 100,00   | -     |
|                         | Aliança Povo Unido        | 432    | 5,07 / 100,00   | 0,70  |
|                         | Outros                    | 270    | 3,16 / 100,00   |       |
| Votos Inválidos         | Votos Inválidos           | 196    | 2,30 / 100,00   | 0,11  |
| Total                   | Total                     | 8 528  | 100,00 / 100,00 |       |
| Eleitorado/Participação | Eleitorado/Participação   | 10 916 | 78,12 / 100,00  | 7,22  |

### Espinho
| Partido                 | Partido                   | Votos  | %               | +/-  |
| ----------------------- | ------------------------- | ------ | --------------- | ---- |
|                         | Partido Socialista        | 7 651  | 39,97 / 100,00  | 5,67 |
|                         | Partido Social Democrata  | 5 908  | 30,86 / 100,00  | -    |
|                         | Aliança Povo Unido        | 2 919  | 15,25 / 100,00  | 1,29 |
|                         | Centro Democrático Social | 1 812  | 9,47 / 100,00   | -    |
|                         | Outros                    | 386    | 2,01 / 100,00   |      |
| Votos Inválidos         | Votos Inválidos           | 467    | 2,44 / 100,00   | 0,61 |
| Total                   | Total                     | 19 143 | 100,00 / 100,00 |      |
| Eleitorado/Participação | Eleitorado/Participação   | 23 119 | 82,80 / 100,00  | 6,46 |

### Estarreja
| Partido                 | Partido                   | Votos  | %               | +/-  |
| ----------------------- | ------------------------- | ------ | --------------- | ---- |
|                         | Partido Social Democrata  | 6 127  | 41,59 / 100,00  | -    |
|                         | Partido Socialista        | 4 281  | 29,06 / 100,00  | 9,15 |
|                         | Centro Democrático Social | 2 193  | 14,89 / 100,00  | -    |
|                         | Aliança Povo Unido        | 1 253  | 8,51 / 100,00   | 0,61 |
|                         | Outros                    | 461    | 3,13 / 100,00   |      |
| Votos Inválidos         | Votos Inválidos           | 416    | 2,82 / 100,00   | 0,53 |
| Total                   | Total                     | 14 731 | 100,00 / 100,00 |      |
| Eleitorado/Participação | Eleitorado/Participação   | 18 840 | 78,19 / 100,00  | 6,89 |

### Ílhavo
| Partido                 | Partido                   | Votos  | %               | +/-   |
| ----------------------- | ------------------------- | ------ | --------------- | ----- |
|                         | Partido Social Democrata  | 5 891  | 37,02 / 100,00  | -     |
|                         | Partido Socialista        | 5 822  | 36,58 / 100,00  | 11,58 |
|                         | Centro Democrático Social | 2 260  | 14,20 / 100,00  | -     |
|                         | Aliança Povo Unido        | 1 189  | 7,47 / 100,00   | 1,58  |
|                         | Outros                    | 416    | 2,61 / 100,00   |       |
| Votos Inválidos         | Votos Inválidos           | 337    | 2,12 / 100,00   | 0,02  |
| Total                   | Total                     | 15 915 | 100,00 / 100,00 |       |
| Eleitorado/Participação | Eleitorado/Participação   | 21 317 | 74,66 / 100,00  | 8,00  |

### Mealhada
| Partido                 | Partido                   | Votos  | %               | +/-  |
| ----------------------- | ------------------------- | ------ | --------------- | ---- |
|                         | Partido Socialista        | 5 548  | 52,95 / 100,00  | 8,18 |
|                         | Partido Social Democrata  | 2 625  | 25,05 / 100,00  | -    |
|                         | Aliança Povo Unido        | 1 102  | 10,52 / 100,00  | 2,27 |
|                         | Centro Democrático Social | 678    | 6,47 / 100,00   | -    |
|                         | Outros                    | 225    | 2,14 / 100,00   |      |
| Votos Inválidos         | Votos Inválidos           | 299    | 2,85 / 100,00   | 0,44 |
| Total                   | Total                     | 10 477 | 100,00 / 100,00 |      |
| Eleitorado/Participação | Eleitorado/Participação   | 13 951 | 75,10 / 100,00  | 7,32 |

### Murtosa
| Partido                 | Partido                   | Votos | %               | +/-  |
| ----------------------- | ------------------------- | ----- | --------------- | ---- |
|                         | Partido Social Democrata  | 2 972 | 57,35 / 100,00  | -    |
|                         | Partido Socialista        | 1 047 | 20,20 / 100,00  | 8,93 |
|                         | Centro Democrático Social | 676   | 13,05 / 100,00  | -    |
|                         | Aliança Povo Unido        | 169   | 3,26 / 100,00   | 0,49 |
|                         | Outros                    | 129   | 2,50 / 100,00   |      |
| Votos Inválidos         | Votos Inválidos           | 189   | 3,64 / 100,00   | 0,61 |
| Total                   | Total                     | 5 182 | 100,00 / 100,00 |      |
| Eleitorado/Participação | Eleitorado/Participação   | 7 023 | 73,79 / 100,00  | 7,50 |

### Oliveira de Azeméis
| Partido                 | Partido                   | Votos  | %               | +/-  |
| ----------------------- | ------------------------- | ------ | --------------- | ---- |
|                         | Partido Socialista        | 13 358 | 39,76 / 100,00  | 8,45 |
|                         | Partido Social Democrata  | 11 877 | 35,35 / 100,00  | -    |
|                         | Centro Democrático Social | 4 452  | 13,25 / 100,00  | -    |
|                         | Aliança Povo Unido        | 2 214  | 6,59 / 100,00   | 0,47 |
|                         | Outros                    | 979    | 2,92 / 100,00   |      |
| Votos Inválidos         | Votos Inválidos           | 715    | 2,13 / 100,00   | 0,27 |
| Total                   | Total                     | 33 595 | 100,00 / 100,00 |      |
| Eleitorado/Participação | Eleitorado/Participação   | 42 261 | 79,49 / 100,00  | 7,94 |

### Oliveira do Bairro
| Partido                 | Partido                   | Votos  | %               | +/-  |
| ----------------------- | ------------------------- | ------ | --------------- | ---- |
|                         | Partido Social Democrata  | 5 036  | 48,72 / 100,00  | -    |
|                         | Centro Democrático Social | 2 871  | 27,77 / 100,00  | -    |
|                         | Partido Socialista        | 1 707  | 16,51 / 100,00  | 4,73 |
|                         | Aliança Povo Unido        | 222    | 2,15 / 100,00   | 0,09 |
|                         | Outros                    | 212    | 2,04 / 100,00   |      |
| Votos Inválidos         | Votos Inválidos           | 289    | 2,79 / 100,00   | 0,76 |
| Total                   | Total                     | 10 337 | 100,00 / 100,00 |      |
| Eleitorado/Participação | Eleitorado/Participação   | 12 944 | 79,86 / 100,00  | 7,77 |

### Ovar
| Partido                 | Partido                   | Votos  | %               | +/-  |
| ----------------------- | ------------------------- | ------ | --------------- | ---- |
|                         | Partido Socialista        | 9 879  | 41,95 / 100,00  | 9,06 |
|                         | Partido Social Democrata  | 7 054  | 29,96 / 100,00  | -    |
|                         | Aliança Povo Unido        | 2 893  | 12,29 / 100,00  | 1,34 |
|                         | Centro Democrático Social | 2 467  | 10,48 / 100,00  | -    |
|                         | União Democrática Popular | 246    | 1,04 / 100,00   | 0,57 |
|                         | Outros                    | 452    | 1,91 / 100,00   |      |
| Votos Inválidos         | Votos Inválidos           | 556    | 2,36 / 100,00   | 0,34 |
| Total                   | Total                     | 23 547 | 100,00 / 100,00 |      |
| Eleitorado/Participação | Eleitorado/Participação   | 30 752 | 76,57 / 100,00  | 6,56 |

### São João da Madeira
| Partido                 | Partido                   | Votos  | %               | +/-  |
| ----------------------- | ------------------------- | ------ | --------------- | ---- |
|                         | Partido Socialista        | 4 471  | 43,88 / 100,00  | 9,13 |
|                         | Partido Social Democrata  | 2 647  | 25,98 / 100,00  | -    |
|                         | Centro Democrático Social | 1 670  | 16,39 / 100,00  | -    |
|                         | Aliança Povo Unido        | 963    | 9,45 / 100,00   | 0,44 |
|                         | Outros                    | 236    | 2,33 / 100,00   |      |
| Votos Inválidos         | Votos Inválidos           | 201    | 1,97 / 100,00   | 0,44 |
| Total                   | Total                     | 10 188 | 100,00 / 100,00 |      |
| Eleitorado/Participação | Eleitorado/Participação   | 12 193 | 83,56 / 100,00  | 6,21 |

### Sever do Vouga
| Partido                 | Partido                   | Votos | %               | +/-  |
| ----------------------- | ------------------------- | ----- | --------------- | ---- |
|                         | Partido Social Democrata  | 4 244 | 52,40 / 100,00  | -    |
|                         | Partido Socialista        | 1 666 | 20,57 / 100,00  | 5,51 |
|                         | Centro Democrático Social | 1 538 | 18,99 / 100,00  | -    |
|                         | Aliança Povo Unido        | 280   | 3,46 / 100,00   | 0,57 |
|                         | Outros                    | 189   | 2,33 / 100,00   |      |
| Votos Inválidos         | Votos Inválidos           | 182   | 2,25 / 100,00   | 0,26 |
| Total                   | Total                     | 8 099 | 100,00 / 100,00 |      |
| Eleitorado/Participação | Eleitorado/Participação   | 9 839 | 82,32 / 100,00  | 4,30 |

### Vagos
| Partido                 | Partido                    | Votos  | %               | +/-  |
| ----------------------- | -------------------------- | ------ | --------------- | ---- |
|                         | Partido Social Democrata   | 4 932  | 48,92 / 100,00  | -    |
|                         | Centro Democrático Social  | 3 006  | 29,82 / 100,00  | -    |
|                         | Partido Socialista         | 1 328  | 13,17 / 100,00  | 4,65 |
|                         | Partido Popular Monárquico | 257    | 2,55 / 100,00   | -    |
|                         | Aliança Povo Unido         | 152    | 1,51 / 100,00   | 0,40 |
|                         | Outros                     | 192    | 1,91 / 100,00   |      |
| Votos Inválidos         | Votos Inválidos            | 214    | 2,13 / 100,00   | 0,19 |
| Total                   | Total                      | 10 081 | 100,00 / 100,00 |      |
| Eleitorado/Participação | Eleitorado/Participação    | 12 935 | 77,94 / 100,00  | 7,25 |

### Vale de Cambra
| Partido                 | Partido                   | Votos  | %               | +/-  |
| ----------------------- | ------------------------- | ------ | --------------- | ---- |
|                         | Partido Social Democrata  | 4 347  | 32,24 / 100,00  | -    |
|                         | Partido Socialista        | 3 982  | 29,53 / 100,00  | 9,78 |
|                         | Centro Democrático Social | 3 874  | 28,73 / 100,00  | -    |
|                         | Aliança Povo Unido        | 518    | 3,84 / 100,00   | 1,11 |
|                         | Outros                    | 415    | 3,09 / 100,00   |      |
| Votos Inválidos         | Votos Inválidos           | 349    | 2,59 / 100,00   | 0,86 |
| Total                   | Total                     | 13 485 | 100,00 / 100,00 |      |
| Eleitorado/Participação | Eleitorado/Participação   | 16 898 | 79,80 / 100,00  | 5,32 |

### Vila da Feira
| Partido                 | Partido                   | Votos  | %               | +/-   |
| ----------------------- | ------------------------- | ------ | --------------- | ----- |
|                         | Partido Socialista        | 27 550 | 47,25 / 100,00  | 10,33 |
|                         | Partido Social Democrata  | 18 034 | 30,93 / 100,00  | -     |
|                         | Centro Democrático Social | 6 204  | 10,64 / 100,00  | -     |
|                         | Aliança Povo Unido        | 3 728  | 6,39 / 100,00   | 0,16  |
|                         | Outros                    | 1 530  | 2,63 / 100,00   |       |
| Votos Inválidos         | Votos Inválidos           | 1 264  | 2,17 / 100,00   | 0,39  |
| Total                   | Total                     | 58 310 | 100,00 / 100,00 |       |
| Eleitorado/Participação | Eleitorado/Participação   | 71 864 | 81,14 / 100,00  | 7,37  |